# Typhaine Laurance
Typhaine Laurance (Hennebont, 28 augustus 1998) is een Frans voormalig wielrenster. Ze reed van 2020 tot en met 2022 bij het Franse Team Arkéa en in 2023 bij de Britse  wielerploeg Lifeplus Wahoo. In 2015 werd ze bij de junioren Frans kampioene op de weg. In de Ronde van Italië voor vrouwen 2021 eindigde ze als 92e en in de Ronde van Frankrijk voor vrouwen 2023 als 120e.

## Overwinningen
2015

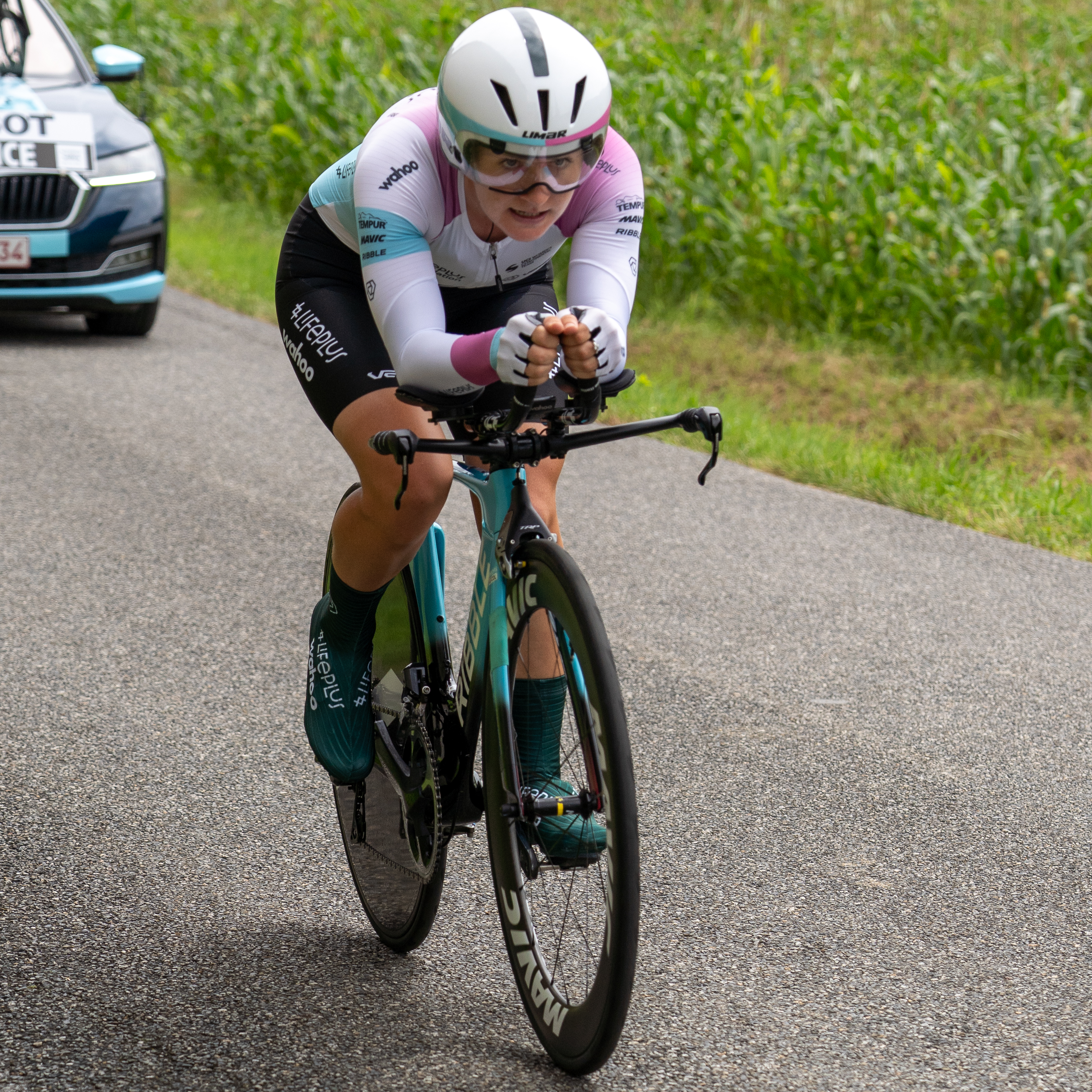
Tijdens de tijdrit in de Tour de France 2023

 Frans kampioene op de weg, junior
 Frans kampioenschap tijdrijden, junior
2020
 Frans kampioenschap tijdrijden, beloften

## Resultaten in voornaamste wedstrijden
| Jaar | Ronde van Italië | Ronde van Frankrijk | Ronde van Spanje |
| ---- | ---------------- | ------------------- | ---------------- |
| 2021 | 92e              |                     |                  |
| 2022 |                  |                     |                  |
| 2023 |                  | 120e                |                  |

| Jaar | Ronde van Vlaanderen | Parijs-Roubaix | Amstel Gold Race | Luik-Bast.‑Luik | La Classique Morbihan | GP Plumelec | Classic Lorient Agglomération |
| ---- | -------------------- | -------------- | ---------------- | --------------- | --------------------- | ----------- | ----------------------------- |
| 2016 |                      |                |                  |                 |                       | 73e         |                               |
| 2017 |                      |                |                  |                 | 93e                   | 79e         |                               |
| 2018 |                      |                |                  |                 | opgave                |             |                               |
| 2019 |                      |                |                  |                 | opgave                |             |                               |
| 2020 |                      |                |                  |                 |                       |             | opgave                        |
| 2021 |                      |                |                  |                 | 50e                   | 45e         | 50e                           |
| 2022 |                      | buit.tijd      |                  | opgave          | 35e                   | 15e         | opgave                        |
| 2023 | opgave               | buit.tijd      | opgave           |                 |                       |             |                               |

## Ploegen
- 2020 –  Arkéa
- 2021 –  Arkéa
- 2022 –  Arkéa
- 2023 –  Lifeplus Wahoo

Grinczer (vanaf 1/7) · Harris · King · Laurance · Leech · Novolodskaya (tot 1/7) · Richardson · Rysz · Söderqvist · Tacey · Vigié · Van der Wolf · Wyllie